# Achalpur
Achalpur é uma cidade e um município no distrito de Amravati, no estado indiano de Maharashtra.

## Geografia
Achalpur está localizada a 21° 16′ N, 77° 31′ L. Tem uma altitude média de 369 metros (1210 pés).

## Demografia
Segundo o censo de 2001, Achalpur tinha uma população de 107,304 habitantes. Os indivíduos do sexo masculino constituem 52% da população e os do sexo feminino 48%. Achalpur tem uma taxa de literacia de 77%, superior à média nacional de 59.5%; com 54% para o sexo masculino e 46% para o sexo feminino. 12% da população está abaixo dos 6 anos de idade.